# Резановы
Резановы (Рязановы) — древний дворянский род.

## История рода
Потомство Мурада Дмитриевича Резанова, написанного в списке в числе детей боярских с поместным окладом (1556). Путило Резанов, за верную службу и за Московское осадное сидение пожалован от царя Михаила Фёдоровича поместьем.

## Описание гербов

#### Герб Резановых 1785 г.
В Гербовнике Анисима Титовича Князева имеется печать с гербом сенатора, Берг-коллегии президента, генерал-поручика Ивана Гавриловича Резанова (1726-1789), не имеющая ничего общего с официально утвержденным гербом: в щите имеющим серебряное поле изображены расположенные горизонтально 6 голубых, тонких полос. Щит увенчан дворянским шлемом (без дворянской короны). Из шлема, в правую сторону, выпрыгивает серебряный олень с рогами. Цветовая гамма намёта не определена.

#### Герб. Часть IV. № 54.
Щит разделен горизонтально на две части, из них в верхней части, в правом голубом поле, положены крестообразно серебряная сабля и того же металла пистолет. В левом, красном поле, изображен серебряный Крест, поставленный на земле. В нижней золотой части, посередине, видна река, горизонтально текущая.
На щите дворянский коронованный шлем. Нашлемник: три страусовых пера. Намёт на щите голубой и красный, подложенный золотом. Щитодержатели: с правой стороны воин в латах, имеющий в правой руке копье, а с левой стороны — вороная лошадь.

## Известные представители
- Резанов, Афанасий Дмитриевич - (ок. 1542—ок. 1592 г.) — посол русских царей Ивана Васильевича и Федора Ивановича
- Резанов Евсей (Овсей) Дмитриевич - воевода в Ярославле (1609).
- Резанов Путило Федорович - воевода в Одоеве (1617-1618), московский дворянин (1627).
- Резанов Андрей Федорович - воевода в Твери (1626).
- Резанов Андриан Федорович - московский дворянин (1627-1640).
- Резанов Иван Иванович - патриарший стольник (1627-1629).
- Резанов Богдан - губной староста, воевода в Белоозерске (1626-1628).
- Резанов Иван Федорович - московский дворянин (1662-1677).
- Резанов Василий Федорович - стряпчий (1658), стольник (1682-1692).
- Резанов Степан - воевода в Ряжске (1664-1665).
- Резанов Григорий Максимович - стольник (1680-1692).
- Резанов Григорий Максимович - воевода в Тобольске (1680-1692).
- Резанов Семен Юрьевич - стольник (1686).
- Резанов Семен Васильевич - стольник царицы Натальи Кирилловны (1692)[3][4].
- Резанов, Гавриил Андреевич -  генерал-поручик русской армии. Находился в должности начальника Ладожского канала, обер-коменданта Кёнигсберга (1758), Главного начальника при Балтийском порте.
- Резанов, Иван Гаврилович - (1726—1787) тайный советник, президент Берг-коллегии (1780—1783), сенатор.
- Резанов, Николай Петрович - (1764—1807) русский дипломат, камергер, первый, официальный посол России в Японии, путешественник, предприниматель.
- Резанов, Александр Иванович - (1817—1887) академик архитектуры, профессор Академии художеств, ректор этой кафедры. Председатель Общества Архитекторов, тайный советник.
- Резанов, Виктор Михайлович - (1829—1904) русский художник-пейзажист, академик Императорской Академии художеств.
- Резанов Станислав Артемьевич - (2003— ...)